# Serafina Dávalos
Serafina Dávalos Alfemony (9 tháng 9 năm 1883 - 27 tháng 9 năm 1957) là nữ luật sư đầu tiên ở Paraguay và là nhà nữ quyền nổi tiếng đầu tiên của đất nước.

## Tiểu sử
Serafina sinh ra ở thành phố Ajos của Paraguay (nay là Coronel Oviedo). Cha mẹ bà là Gaspar Dávalos và Teresa Alfemony.
Bà là sinh viên nữ đầu tiên tốt nghiệp ngành luật tại Đại học Nacional de Asunción vào năm 1907 với luận án "Chủ nghĩa nhân văn và Chủ nghĩa nữ quyền", đặt câu hỏi về sự phục tùng của nữ giới trong chế độ phụ hệ, kêu gọi cải thiện quyền phụ nữ được giáo dục và có tiếng nói trong hôn nhân gây nên tranh cãi đương thời. Cùng với Virginia Corvalán và những người khác Phong trào nữ quyền cho Asunción (năm 1919), bà sáng lập Trung tâm nữ quyền Paraguay, Liên minh nữ quyền Paraguay và Liên đoàn vì quyền của phụ nữ Paraguay. Năm 1904, bà và hai mươi phụ nữ khác thành lập Ủy ban Phụ nữ vì Hòa bình.
Bà đã nhận được bằng tốt nghiệp giảng dạy từ Trường Sư phạm dành cho Nữ Giáo viên năm 1898, lấy bằng cử nhân tại Đại học Colegio năm 1902 và làm giáo sư tại Đại học Quốc gia Thủ đô bắt đầu từ năm 1904; bà thành lập (có thể cùng với những người khác) Trường thương nghiệp Nữ sinh) vào năm 1905. Tại Đại hội Nữ quyền Quốc tế đầu tiên vào năm 1910 tại Argentina, Dávalos là đại biểu chính thức của Paraguay và được bổ nhiệm làm thành viên của Ủy ban Điều hành của Liên đoàn Phụ nữ Liên Mỹ. Sau đó, bà được chọn làm Chủ tịch danh dự của Hội đồng Phụ nữ Quốc gia Paraguay. Năm 1936, bà là Lãnh sự của Hiệp hội Nữ quyền Paraguay (UFP). Năm 1952, bà tham gia Liên đoàn Paraguay vì Quyền của Phụ nữ.

## Đời sống và di sản
Bà không bao giờ kết hôn mà sống với "người bạn đồng hành liên tục, Honoria Ballirán", như được đề cập vào năm 1959 bởi Tiến sĩ Ignacio Amado Berino, Tổng thư ký của Đại học Quốc gia Asunción, trong bài giảng về "Serafina Dávalos, tiền thân của nữ quyền ở Paraguay".
Năm 1998, rất lâu sau khi qua đời, bà trở thành người phụ nữ đầu tiên xuất hiện trên tem bưu chính Paraguay khi Tổng cục Bưu điện Paraguay phát hành tem có nội dung "Nữ luật sư đầu tiên và nữ quyền của Paraguay (1883 cách1957)". Ngoài ra còn có một con đường được đặt tên để vinh danh bà tại trung tâm hành chính của Corelel Oviedo, thành phố nơi bà sinh ra.